# Séquence d'ouverture des films de James Bond

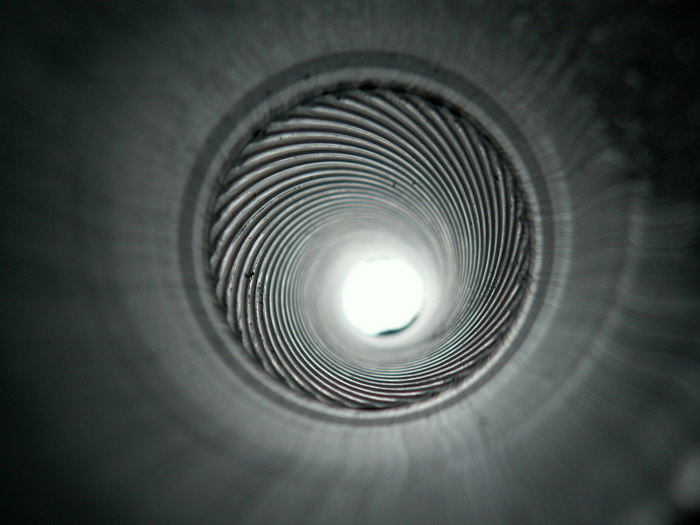
Dans la séquence d'ouverture traditionnelle de ses films, James Bond est vu via l'intérieur d'un canon de pistolet pointé sur lui.

La séquence d'ouverture des films de James Bond (en anglais Gun barrel sequence [ɡʌn ˈbæɹəl ˈsiː.kwəns]) est le dispositif signature qui ouvre la grande majorité des films de la franchise cinématographique James Bond.
Ce pré-générique représente une cible dans laquelle le personnage de James Bond marche de profil jusqu'au centre de celle-ci avant de se tourner vers le propriétaire du revolver, tirer à travers la spirale du canon de l'arme qui évoque le diaphragme du cinéma muet et voir le sang de l'interlocuteur remplir l'écran.
La séquence est créée par Maurice Binder pour l'ouverture des titres du premier Bond, James Bond 007 contre Dr No, en 1962.
Au fil des films, la séquence évolue, en bénéficiant du progrès des technologies, notamment informatiques. Elle est l'un des éléments les plus immédiatement reconnaissables de la franchise.

## Évolution de la séquence

### Bob Simmons

#### 1962–1964
Parce que Binder avait conçu la séquence du canon pour présenter Bond uniquement en silhouette, avec un rapport hauteur/largeur non grand écran, il a utilisé le cascadeur Bob Simmons, plutôt que Sean Connery, pour filmer la scène.
Simmons saute légèrement lorsqu'il pivote pour prendre la position de tir et, à la suite du sang qui coule, le point devient plus petit et saute dans le coin inférieur droit du cadre avant de simplement disparaître.
Dans Dr No, le point blanc s'arrête au milieu de l'écran et la ligne de crédit « Harry Saltzman & Albert R. Broccoli présentent » apparaît à travers le point. Le texte est effacé et le point continue la séquence. La séquence est accompagnée d'une bande sonore de bruits électroniques ; celle-ci est interrompue par un coup de feu. la première partie du James Bond Theme est joué alors très fort, comportant le riff de guitare électrique pincée du thème, tronquée. La séquence du canon du pistolet dans Dr No fait directement suite au générique, une matrice de grille de points circulaires colorés à grande échelle, lumineux et changeant rapidement sur un fond noir. Cette version, sans les bruits électroniques ni la ligne de crédit Saltzman-Broccoli, a également été utilisée dans Bons Baisers de Russie avec plus de sang de couleur rouge et dans Goldfinger qui se fond dans la séquence de pré-crédit.

### Sean Connery

#### 1965–1967
Pour Opération Tonnerre, le rapport hauteur/largeur des films a été modifié en format anamorphique 2,35:1 et la séquence du canon du pistolet a donc dû être refaite, cette fois avec Sean Connery dans le rôle. C'est aussi la première séquence de canon dans laquelle le point blanc fait suite à la séquence de pré-crédit du film, s'ouvrant pour révéler l'intégralité de la scène. C'est également le canon de l'arme qui bouge le moins de secondes, car le point de la position finale de Bond et le premier plan (le faux cercueil du colonel Jacques Bouvar du SPECTRE) se chevauchent presque complètement.
Connery vacille légèrement en tirant avec son arme alors qu'il ajuste son équilibre depuis une position instable et il se penche pour tirer. Bien que la séquence ait été tournée en couleur pour Opération Tonnerre, elle est rendue en noir et blanc pour On ne vit que deux fois.

### 1969 (George Lazenby)
Avec un nouvel acteur, George Lazenby, dans le rôle de James Bond pour Au service secret de Sa Majesté (1969), une troisième séquence dut être filmé. Comme pour Opération Tonnerre, la séquence a été une nouvelle fois tournée en couleur.
Dans ce rendu, le point blanc s'arrête au milieu de l'écran et la ligne de crédit « Harry Saltzman et Albert R. Broccoli Presentent » apparaît, un peu comme dans Dr No (bien qu'il soit noté and au lieu d'utiliser l'esperluette). Le thème de James Bond continue cependant de jouer. Alors que le barillet commence à bouger et lorsqu'il s'arrête sur l'écran central, Bond marche jusqu'à sa position pendant environ une seconde avant de se retourner et de filmer pendant que la caméra le suit, ce qui entraîne un effet de « tapis roulant ». Lazenby est le seul Bond à s'agenouiller pour tirer ; c'est aussi la seule version où le sang descendant efface complètement l'image de Bond, ne laissant que le cercle rouge. Dans cette version, le canon du pistolet est inondé d’éclaboussures de lumière prismatiques.

### 1971 (Sean Connery)
Lorsque Sean Connery est revenu au rôle de Bond pour Les diamants sont éternels (1971), la séquence du canon du pistolet filmée pour Opération Tonnerre a été utilisée. Comme pour On ne vit que deux fois, la séquence a été rendue en noir et blanc, mais a reçu une teinte bleutée. Comme dans Au service secret de Sa Majesté, le canon est inondé d'éclaboussures prismatiques de lumière, qui cette fois ondulent à travers lui. Contrairement à Au service secret de Sa Majesté, les éclaboussures de lumière sont effacées par le sang qui descend. C'était la dernière fois que la séquence était rendue en noir et blanc jusqu'à  Casino Royale (2006). C'est aussi la dernière séquence de canon d'arme dans laquelle Bond porte un chapeau.

### Roger Moore

#### 1973–1974
Avec l'introduction de Roger Moore et l'utilisation d'un rapport hauteur/largeur de 1,85:1, une quatrième séquence a été tournée. Il n'a été utilisé que pour deux films : Vivre et laisser mourir et L'Homme au pistolet d'or. Moore porte un costume d'affaires et, contrairement à Simmons, Connery et Lazenby, utilise ses deux mains au lieu d'une seule pour tirer avec son arme, sa main gauche soutenant son bras droit. Le canon du pistolet se déplace uniquement d'un côté à l'autre vers la gauche de Bond, sans alterner vers la droite.
Il s'agit de la première séquence de canon d'arme dans laquelle Bond ne porte pas de chapeau. Des images supplémentaires de cette séquence ont été tournées de Bond tirant à deux mains, puis marchant droit vers la caméra avec son arme dégainée, mettant son visage en vue, comme on le voit dans les bandes-annonces de Vivre et laisser mourir à L'espion qui m'aimait.
Les points qui démarrent le canon du pistolet dans L'Homme au pistolet d'or sont bleus, mais dans les versions ultérieures, les points sont blancs. C'est la dernière séquence de canon où Bond porte un costume d'affaires jusqu'à Quantum of Solace.

#### 1977–1985
Le format anamorphique a été rétabli pour L'espion qui m'aimait, nécessitant une cinquième version de la séquence. Moore porte un smoking plutôt qu'un costume d'affaires et utilise à nouveau ses deux mains pour tirer avec son arme. Ce rendu figurerait dans tous les films ultérieurs de Moore dans la série, pour un total de cinq apparitions, la plus grande utilisation des mêmes images à ce jour. Dans cette version de la séquence, contrairement aux incarnations précédentes et ultérieures, le pistolet tenu par l'acteur n'est jamais réellement tiré avant Octopussy, comme peut le déterminer l'absence de fumée de pistolet dans l'arrêt sur image. On remarque également que le fond de cette version de la séquence est teinté, plutôt que le blanc habituel. La teinte change à chaque film de Moore. L'espion qui m'aimait, par exemple, présente un fond teinté de coquille d'œuf alors que l'arrière-plan de Moonraker a une forte nuance d'ocre. Dans Rien que pour vos yeux, une fois que le point blanc se déplace au milieu de l'écran, il ne s'ouvre pas pour révéler la scène pré-générique, mais se coupe brusquement. La séquence du canon de pistolet pour le dernier film de Moore, Dangereusement vôtre, comportait une erreur dans l'édition Ultimate 2006 et les sorties DVD ultérieures du film. L'erreur était un problème de numérisation qui provoquait une large coupure du canon de l'arme et des points d'ouverture disparaissant de l'écran. Le problème a été corrigé dans l'une des dernières versions d'iTunes.

### Timothy Dalton

#### 1987–1989
Une nouvelle séquence de canon de pistolet a été tournée en raison du changement d'acteur de Roger Moore à Timothy Dalton et a été utilisée pour les deux films de Dalton. Dalton marche rapidement avec un léger rebond avant de tourner brusquement et de tirer. Dalton s'accroupit légèrement lorsqu'il tire. Contrairement à Moore, Dalton tire d'une seule main. John Barry orchestre la musique du canon de l'arme dans Tuer n'est pas jouer (1987) mais Michael Kamen compose une orchestration différente pour Permis de tuer (1989). Il s'agissait de la dernière séquence de canon conçue par Maurice Binder avant sa mort en 1991. Le canon de Permis de tuer modifie légèrement le canon de pistolet du film précédent, montrant la marche et la pose de Dalton avec un zoom avant.
Une séquence alternative de canon apparaît dans la bande-annonce de Tuer n'est pas jouer, montrant Dalton sautillant pendant qu'il tire, semblable à celle de Bob Simmons.

### Pierce Brosnan

#### 1995–2002
Après la mort de Maurice Binder en 1991, Daniel Kleinman est devenu le concepteur des graphismes d'ouverture de Bond. À partir de GoldenEye (1995), le canon était généré par ordinateur (mais ressemble toujours aux images originales du canon lui-même), mettant l'accent sur les variations de lumière et d'ombre dans les rayures en spirale lorsque la lumière réfléchie se déplace avec le mouvement du pistolet. Comme Dalton, Pierce Brosnan tire d'une seule main. Contrairement aux Bonds précédents, il reste droit pendant qu'il tire, le bras de son arme tendu droit vers la caméra. Le sang dans cette séquence est sensiblement plus sombre et tombe plus rapidement que dans les incarnations précédentes ; conformément à ce nouveau rythme, la ligne mélodique principale du thème de James Bond est omise dans deux des séquences de canons de Brosnan, Demain ne meurt jamais et Le monde ne suffit pas. Dans les versions précédentes de la séquence, le point blanc s'ouvrait pour révéler le canon du pistolet avant qu'il n'atteigne le bord droit de l'écran ; Cependant, dans les quatre films de Brosnan, le point continue de se déplacer vers la droite jusqu'à disparaître de l'écran. Ensuite, le canon du pistolet défile vers la gauche depuis l'écran. Le monde ne suffit pas est le premier film de Bond où le point blanc s'ouvre pour révéler Bond, ce canon de pistolet montre également la pose finale de Bond comme non centrée, peut-être en raison d'une erreur de numérisation.
La bande-annonce de GoldenEye présentait sa propre séquence de canon dans laquelle Bond, apparaissant dans l'ombre, tire rapidement six fois le texte à l'écran ON ONE MAN, avant de tirer son septième coup sur la lettre « M » dans un « 7 » pour ne laisser que « 007 ». Bond arrive au premier plan, révélant le visage de Brosnan et proclamant « Vous attendiez quelqu'un d'autre ? », le présentant comme le premier acteur à jouer Bond depuis 1989.
La bande-annonce théâtrale de Demain ne meurt jamais présentait sa propre séquence de canon d'arme dans laquelle Bond, en costume de soirée, tire avec les deux mains « à la » Roger Moore sur le canon d'arme à six rainures.
Dans Meurs un autre jour (2002), Lee Tamahori, le réalisateur du film a demandé qu'une puce CG soit ajoutée dans la séquence,,, qui est vu zoomer depuis l'arme de Bond sur l'écran et disparaître, suggérant que Bond a tiré directement dans l'arme de son adversaire. Ce fut la dernière séquence de canon d'ouverture jusqu'à Mourir peut attendre où Bond porte un smoking et la dernière jusqu'à Spectre où la séquence ouvre le film.

### Daniel Craig

#### 2006
La séquence du canon du pistolet a été à nouveau révisée pour le premier portrait de l'agent 007 par Daniel Craig dans Casino Royale. Contrairement aux précédents, la séquence du canon du pistolet n'ouvre pas le film en tant que segment autonome, cela fait partie de l'intrigue. Ayant apparemment commis son premier meurtre en noyant son adversaire dans un lavabo des toilettes alors qu'il était en passe de devenir un agent Double-O, Bond s'arrête pour ramasser son arme sur le sol mais sa victime, Fisher, qui est un homme de main du chef de section corrompu du MI6 Dryden, récupère et s'empare de sa propre arme. Alors que Fisher lève son pistolet pour tirer sur Bond dans le dos, le cadre passe instantanément à la perspective de son canon de pistolet ; Bond se retourne pour tuer son adversaire.
Cette séquence diffère considérablement des versions précédentes : elle est intégrée au récit du film ; cela commence avec Bond debout (même s'il se dirigeait vers la porte avant de s'arrêter et de se retourner) ; il n’est pas filmé dans un vide blanc mais avec le décor du carrelage blanc des toilettes et inclut la personne sur laquelle Bond tire. Conformément au thème en noir et blanc de la séquence pré-titre du film, c'est aussi le premier à être présenté en monochrome depuis Les diamants sont éternels (1971) et le premier dans lequel Bond ne porte ni un costume d'affaires ni un smoking, mais est habillé avec désinvolture. Comme Dalton et Brosnan, Craig tire d'une seule main.
De plus, les rayures générées par ordinateur sont des Microgroove plutôt que les huit rainures traditionnelles, et le sang coule rapidement sur l'écran, non pas en vagues, mais en ruisseaux. Au fur et à mesure que le sang coule, les images reculent, menant à l'inscription sur fond rouge « Albert R. Broccoli's EON Productions LTD Presents » puis au générique d'ouverture. Il s'agit également de la première séquence de canon d'arme sans variation du « Thème de James Bond » car, à la place, elle est accompagnée des premières mesures de la chanson thème du film, You Know My Name.

#### 2008
Le canon du pistolet a été refilmé et monté pour Quantum of Solace de 2008. Il revient à un style plus traditionnel, bien que la séquence ait été placée à la fin du film pour commencer le générique de clôture, en raison d'une scène finale de Cliffhanger coupée par Marc Forster. La séquence représente Bond comme un assassin brutal et de sang-froid en raison du rythme de la scène. Par exemple, le point blanc se déplace sur l'écran beaucoup plus rapidement que dans les séquences de canons d'armes précédentes, Daniel Craig se met rapidement en position, sensiblement plus vite que ses prédécesseurs, et le sang coule dans un grand lavage rapide. Comme Dalton et Brosnan, Craig tire d'une seule main. La conception du canon du pistolet est également plus simpliste, avec une couleur grise ainsi que des rainures moins nombreuses revenues à 8. Le cercle blanc tourne également au centre du « Q » dans le graphique du titre Quantum of Solace, et dans le « Q », Bond est montré s'éloignant après avoir tiré pour la première fois dans la séquence. Le générique de clôture du film suit.

#### 2012
Un autre canon de pistolet redessiné est utilisé pour le film Skyfall (2012). Même si le réalisateur Sam Mendes avait initialement prévu de placer le canon du pistolet au début du film, il a estimé qu'il serait mieux placé à la fin, comme dans Quantum of Solace. Le plan d'ouverture du film rappelle plutôt le canon de l'arme, avec Bond émergeant dans un couloir, pointant son arme directement vers la caméra, accompagné des deux premières notes du « Thème James Bond ». Mendes se souvient : « J'ai essayé très fort de mettre le canon de l'arme au début et mon intention a toujours été de le faire. Si vous voyez le film, le film commence avec Bond marchant dans un couloir vers la caméra et levant une arme. Et bien sûr le canon de l'arme, c'est lui qui marche, s'arrête et soulève l'arme. Quand j'ai mis les deux ensemble, cela avait l'air ridicule ! ».
Comme dans Quantum of Solace, le sang est rouge foncé et coule en ruisseaux le long du cadre. Cependant, Bond se déplace sur l'écran beaucoup plus lentement (à une vitesse similaire à celle des séquences pré-Casino Royale). Contrairement à toutes les ouvertures de canon d'arme précédentes, Craig balance ses deux bras pendant qu'il marche, ce qui donne un aperçu partiel de son arme avant de se tourner pour tirer. Une fois que le sang coule sur le cadre, l'écran devient noir, avant d'être remplacé par une carte de titre avec un petit logo en forme de canon de pistolet célébrant cinquante ans de films Bond et le texte James Bond Will Return en dessous. Craig tire d'une seule main depuis sa poitrine.

#### 2015
Le canon du pistolet est placé à l'ouverture immédiate de 007 Spectre après sa transition du logo Columbia Pictures, la première fois depuis Meurs un autre jour qu'un film de Bond s'ouvre avec le canon du pistolet. La conception du canon du pistolet rappelle les canons de style 2D conçus par Maurice Binder avant 1995, bien que légèrement plus floue, elle ressemble également aux canons de l'ère Pierce Brosnan. Daniel Craig se déplace à une vitesse moyenne (en balançant à nouveau ses deux bras pendant qu'il marche, mais cette fois ce qui rend son arme beaucoup plus visible), avant de tourner, face à la caméra et de tirer, ce à quoi l'éclairage s'assombrit. La silhouette de Bond et le sang coule sur l'écran, ressemblant mais sensiblement plus lent que dans Quantum of Solace et Skyfall. Craig tire à nouveau d'une seule main depuis sa poitrine.

#### 2021
Le canon du pistolet apparaît à l'ouverture de Mourir peut attendre, le dernier film de Bond mettant en vedette Daniel Craig. Dans la version internationale, le canon du pistolet commence à partir de l'écran central après sa transition du logo Universal Pictures où il se déplace hors de l'écran vers la gauche avant de revenir à sa séquence traditionnelle de clignotement de points de gauche à droite. Ceci est omis de la version américaine car il commence par la séquence traditionnelle de clignotement de points blancs. Le canon du pistolet utilise l'effet scintillant pour la première fois depuis 1971, avec un design plus simple, similaire à celui de Quantum of Solace. Craig balance cette fois son bras gauche au lieu des deux, avec un aperçu partiel de son arme, tout en marchant également au même rythme que dans Quantum of Solace. Après s'être retourné vers la caméra, il tire avec le pistolet depuis son sternum droit, en se cambrant légèrement vers sa droite. La séquence omet pour la toute première fois le sang qui coule pour un fondu au blanc (préfigurant peut-être la mort de Bond), puis zoome à la place sur la première scène en passant par le milieu du canon. Il s'agit également de la première séquence de canon depuis Meurs un autre jour où Bond porte un smoking.
A la 140e minute, une scène au point culminant du film rend hommage à la séquence où Bond entre dans un couloir cylindrique par le côté et tourne rapidement de 90° dans le sens inverse des aiguilles d'une montre en réponse à un homme de main qui lui tire dessus, tirant vers la caméra.